# Style Japandi
Le style Japandi est un style d'ameublement et de décoration intérieure issu d’un mélange entre les styles de décoration scandinave et japonaise.
Il s’inspire notamment des concepts du hygge, prônant l’intimité et le confort dans son lieu de vie, et du wabi-sabi, renvoyant ici à la simplicité et à la sobriété esthétique.
Le terme « Japandi » vient de la contraction entre Japon et Scandinavie.
Il se caractérise principalement par des principes esthétiques de discrétion et de minimalisme valorisant notamment :
- les éléments fonctionnels, au détriment du superflu,
- les couleurs sobres et neutres,
- les lignes épurées,
- les matériaux bruts (pierre, bois massif, terre cuite),
- les matières naturelles (lin, bambou, osier).

Le style Japandi accorde également une place importante à l’artisanat.